# Metauten
Metauten è un comune spagnolo di 295 abitanti situato nella comunità autonoma della Navarra.